# Viande d'oie

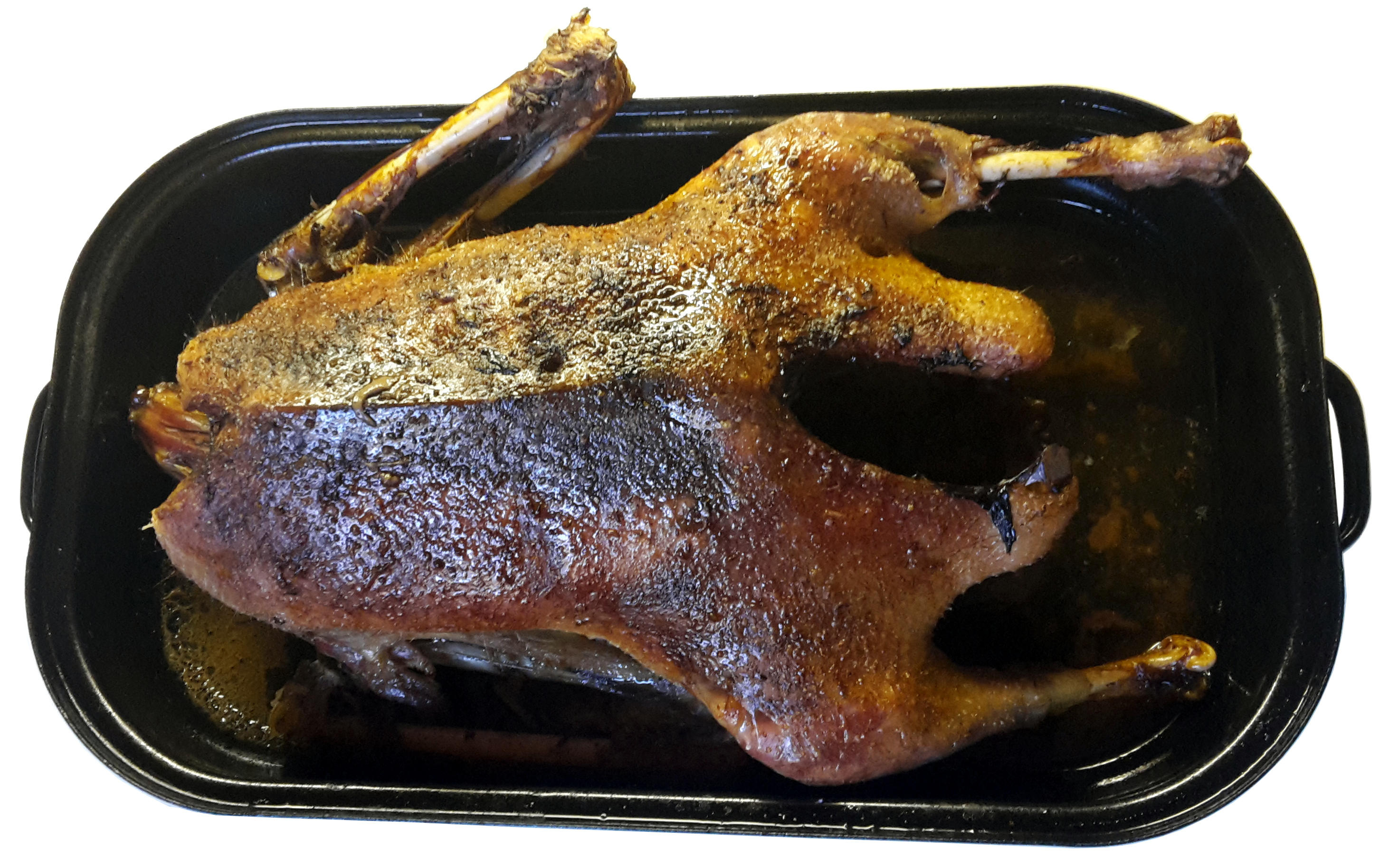
Une oie rôtie dans une rôtissoire.

La viande d'oie est une viande issue de l'oie domestique, dont les principales espèces sont l'Oie cendrée (Anser anser) et l'Oie cygnoïde (A. cygnoides). Traditionnellement consommée à Noël, cette volaille est aujourd'hui supplantée par la dinde,.